# Frakcja granulometryczna (gleboznawstwo)
Frakcja granulometryczna – populacja ziaren (cząstek) mineralnych o określonej wielkości (średnicy zastępczej) występująca w materiale glebowym. 

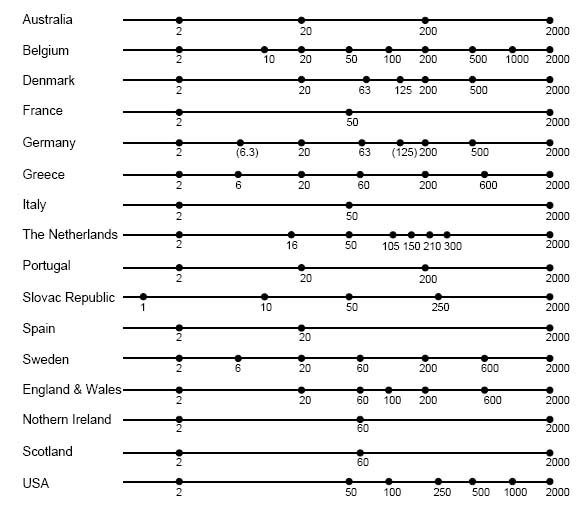
Podziały na frakcje używane w różnych krajach, średnice w μm

Mimo stosowania tych samych lub podobnych nazw na określenie danych frakcji w różnych naukach (gleboznawstwo, geologia, budownictwo itd.) stosuje się nieco odmienne graniczne średnice. Podobnie, systemy przyjęte w różnych krajach mogą różnić się od siebie, mogą się one też zmieniać w czasie.

## Podział na frakcje w Polsce

### Do 2008
W 2008 r. nastąpiła znacząca zmiana podziału na frakcje granulometryczne. Przez kilka dziesięcioleci między 1956 a 2008 r. w Polsce stosowano następujący podział : 
| Nazwa frakcji i podfrakcji granulometrycznych                                   | Średnica ziaren (d) w milimetrach                       |
| ------------------------------------------------------------------------------- | ------------------------------------------------------- |
| CZĘŚCI SZKIELETOWE                                                              | >1                                                      |
| Kamienie                                                                        | d >20                                                   |
| żwir                                                                            | 1< d ≤20                                                |
| CZĘŚCI ZIEMISTE                                                                 | <1                                                      |
| Frakcje piaskowe: - piasek gruby - piasek średni - piasek drobny                | 0,1< d ≤1,0 - 0,5< d ≤1,0 - 0,25< d ≤0,5 - 0,1< d ≤0,25 |
| Frakcje pyłowe - pył gruby - pył drobny                                         | 0,02< d ≤0,1 - 0,05< d ≤0,1 - 0,02< d ≤0,05             |
| Frakcja spławialna (iłowa) - ił pyłowy gruby - ił pyłowy drobny - ił koloidalny | d ≤0,02 - 0,005< d ≤0,02 - 0,002< d ≤0,005 - d ≤0,002   |

W dawniejszych publikacjach (sprzed lat 80. XX w.) w użyciu było określenie "frakcja mechaniczna" na określenie frakcji granulometrycznej. Aktualnie takie wyrażenie uważane jest za niepoprawne.

### Od 2008
W Polsce w naukach o glebie obowiązuje "Klasyfikacja uziarnienia gleb i utworów mineralnych" ogłoszona w 2008 r. przez Polskie Towarzystwo Gleboznawcze. 
Podział ten jest zbieżny z podziałem według Polskiej Normy PN-R-04033. 
Nowy podział wielkości frakcji wprowadzono w Polsce by ułatwić prezentowanie i porównywanie wyników badań uziarnienia z wynikami publikowanymi za granicą. Dla części ziemistych (< 2 mm) jest on identyczny z najpopularniejszym w gleboznawstwie międzynarodowym podziałem na frakcje USDA. 
Ze względu na dolną granicę frakcji piasku równą 0,063 mm międzynarodowa klasyfikacja uziarnienia według WRB nie zyskała popularności ani w Polsce, ani na świecie.
| Nazwa frakcji i podfrakcji granulometrycznych                                                                    | Symbol                            | Średnica ziaren (d) w milimetrach                                                     |
| --- | --------------------------------- | ------------------------------------------------------------------------------------- |
| A: CZĘŚCI SZKIELETOWE                                                                                            | A: CZĘŚCI SZKIELETOWE             | >2                                                                                    |
| I. Frakcja blokowa                                                                                               | b                                 | d >600                                                                                |
| II. Frakcja głazowa                                                                                              | gł                                | 200< d ≤600                                                                           |
| III. Frakcja kamienista                                                                                          | k                                 | 75< d ≤200                                                                            |
| IV. Frakcja żwirowa - żwir gruby - żwir średni - żwir drobny                                                     | ż - żgr - żśr - żdr               | 2< d ≤75 - 20< d ≤75 - 5< d ≤20 - 2< d ≤5                                             |
| B: CZĘŚCI ZIEMISTE                                                                                               | B: CZĘŚCI ZIEMISTE                | <2                                                                                    |
| V. Frakcja piaskowa: - piasek bardzo gruby - piasek gruby - piasek średni - piasek drobny - piasek bardzo drobny | p - pbgr - pgr - pśr - pdr - pbdr | 0,05< d ≤2,0 - 1,0< d ≤2,0 - 0,5< d ≤1,0 - 0,25< d ≤0,5 - 0,1< d ≤0,25 - 0,05< d ≤0,1 |
| VI. Frakcja pyłowa - pył gruby - pył drobny                                                                      | py - pygr - pydr                  | 0,002< d ≤0,05 - 0,02< d ≤0,05 - 0,002< d ≤0,02                                       |
| VII. Frakcja iłowa                                                                                               | i                                 | d ≤0,002                                                                              |

Dopuszczalne jest wydzielanie podfrakcji iłu grubego (igr) (0,0002 - 0,002 mm) i iłu drobnego (idr) (<0,0002 mm).

## Podział na frakcje według USDA
Najpopularniejszy na całym świecie podział na frakcje granulometryczne w gleboznawstwie został opublikowany przez amerykańską USDA (1993):
| Nazwa frakcji i podfrakcji po polsku                            | po angielsku                                            | Średnica ziaren (d) w milimetrach                                                     |
| --------------------------------------------------------------- | ------------------------------------------------------- | ------------------------------------------------------------------------------------- |
| CZĘŚCI SZKIELETOWE                                              | Rock fragments                                          | >2                                                                                    |
| Głazy                                                           | Boulders                                                | d >600                                                                                |
| Kamienie                                                        | Stones                                                  | 250< d ≤600                                                                           |
| Kamienie drobne                                                 | Cobbles                                                 | 76< d ≤250                                                                            |
| Żwir - gruby - średni - drobny                                  | Pebbles - coarse - medium - fine                        | 2< d ≤76 - 20< d ≤76 - 5< d ≤20 - 2< d ≤5                                             |
| CZĘŚCI ZIEMISTE                                                 | Fine earth                                              | <2                                                                                    |
| Piasek - bardzo gruby - gruby - średni - drobny - bardzo drobny | Sand - very coarse - coarse - medium - fine - very fine | 0,05< d ≤2,0 - 1,0< d ≤2,0 - 0,5< d ≤1,0 - 0,25< d ≤0,5 - 0,1< d ≤0,25 - 0,05< d ≤0,1 |
| Pył - gruby - drobny                                            | Silt - coarse - fine                                    | 0,002< d ≤0,05 - 0,02< d ≤0,05 - 0,002< d ≤0,02                                       |
| Ił - gruby - drobny                                             | Clay - coarse - fine                                    | d ≤0,002 - 0,002< d ≤0,0002 - d ≤0,0002                                               |

## Podział na frakcje według FAO
Opublikowany w 2006 r. (będący jednak kontynuacją Legendy do Mapy Gleb Świata z 1988 r.), mający być wspólnym mianownikiem w międzynarodowym gleboznawstwie, podział na frakcje granulometryczne według FAO odznacza się pewną niespójnością i nie zyskał popularności. Część zaleceń jest wzorowanych na zaleceniach amerykańskiej USDA, jednocześnie przyjęto odmienne granice frakcji. Podział ten jest również zalecany do stosowania w międzynarodowej klasyfikacji WRB, jednak ze względów praktycznych wiele instytucji korzysta zamiast niego z podziału zgodnego z USDA. 
| Nazwa frakcji i podfrakcji po polsku                            | po angielsku                                            | Średnica ziaren (d) w milimetrach                                                               |
| --------------------------------------------------------------- | ------------------------------------------------------- | ----------------------------------------------------------------------------------------------- |
| CZĘŚCI SZKIELETOWE                                              | Rock fragments                                          | >2                                                                                              |
| Duże głazy                                                      | Large boulders                                          | d >600                                                                                          |
| Głazy                                                           | Boulders                                                | 200< d ≤600                                                                                     |
| Kamienie                                                        | Stones                                                  | 60< d ≤200                                                                                      |
| Żwir - gruby - średni - drobny                                  | Pebbles - coarse - medium - fine                        | 2< d ≤60 - 20< d ≤60 - 6< d ≤20 - 2< d ≤6                                                       |
| CZĘŚCI ZIEMISTE                                                 | Fine earth                                              | <2                                                                                              |
| Piasek - bardzo gruby - gruby - średni - drobny - bardzo drobny | Sand - very coarse - coarse - medium - fine - very fine | 0,063< d ≤2,0 - 1,25< d ≤2,0 - 0,63< d ≤1,25 - 0,20< d ≤0,63 - 0,125< d ≤0,20 - 0,063< d ≤0,125 |
| Pył - gruby - drobny                                            | Silt - coarse - fine                                    | 0,002< d ≤0,063 - 0,02< d ≤0,063 - 0,002< d ≤0,02                                               |
| Ił                                                              | Clay                                                    | d ≤0,002                                                                                        |

## Charakterystyka poszczególnych frakcji

### Frakcja kamieni iżwiru(> 2 mm)
Najczęściej są to okruchy skalne o składzie zbliżonym do skał, z których powstały. We frakcji żwiru można już spotkać pojedyncze ziarna minerałów, najczęściej kwarcu. Stopień obtoczenia zależy od rodzaju transportu ziarna (transport wodny, eoliczny - obtoczone; w górach, z wietrzenia in situ - ostrokrawędziste). Znaczna domieszka żwiru i kamieni utrudnia uprawę mechaniczną ziemi, w glebach lekkich — zwiększa ich przewiewność i przepuszczalność.

### Frakcja piasku (0,05 - 2,0 mm)
Piasek składa się w zdecydowanej większości z ziaren kwarcu i krzemionki. Można spotkać domieszki pierwotnych minerałów krzemianowych, takich jak skalenie, miki, rzadziej też amfibole, pirokseny, oliwiny lub inne. Na ziarnach mogą występować otoczki takich minerałów jak np. gibbsyt, hematyt, limonit, które nadają im ich zabarwienie. Stopień obtoczenia może być bardzo różny, zależny od sposobu transportu ziaren. Piaski powstałe in situ i piaski lodowcowe są najsłabiej obtoczone (mają też najbardziej zróżnicowany skład mineralny), piaski rzeczne — bardziej, najbardziej obtoczone (jednocześnie składające się głównie z kwarcu) są piaski eoliczne (wydmowe). Znaczny udział piasku w glebie zwiększa jej przepuszczalność, przewiewność, zmniejsza retencję wodną i pojemność wymienną kationów. Odczyn gleby piaszczystej jest zazwyczaj kwaśny. 

### Frakcja pyłu (0,002 - 0,05 mm)
Składa się głównie z kwarcu i bezpostaciowej krzemionki. Poprawia on właściwości fizyczne gleby: zwiększa retencje wodną, podsiąk kapilarny, ułatwia tworzenie się agregatów glebowych. W glebach gliniastych i ilastych zmniejsza pęcznienie i plastyczność materiału. Gleby pyłowe są bardzo podatne na erozję. 

### Frakcja iłu (<0,002 mm)
Tzw. ił koloidalny, składa się głównie z minerałów ilastych (wtórnych glinokrzemianów). Ił zwiększa zwięzłość, lepkość, plastyczność materiału glebowego. Pęcznienie materiału pod wpływem wody zależy od składu mineralnego cząstek iłu (minerały z grupy kaolinitu nie pęcznieją, a z grupy montmorylonitu silnie pęcznieją). Ma właściwości strukturotwórcze i (obok próchnicy) jest głównym składnikiem kompleksu sorpcyjnego gleby (zwiększa pojemność sorpcyjną). Zbyt duża ilość iłu wpływa niekorzystnie na stosunki powietrzno-wodne w glebie.